# Jästa pannkakor

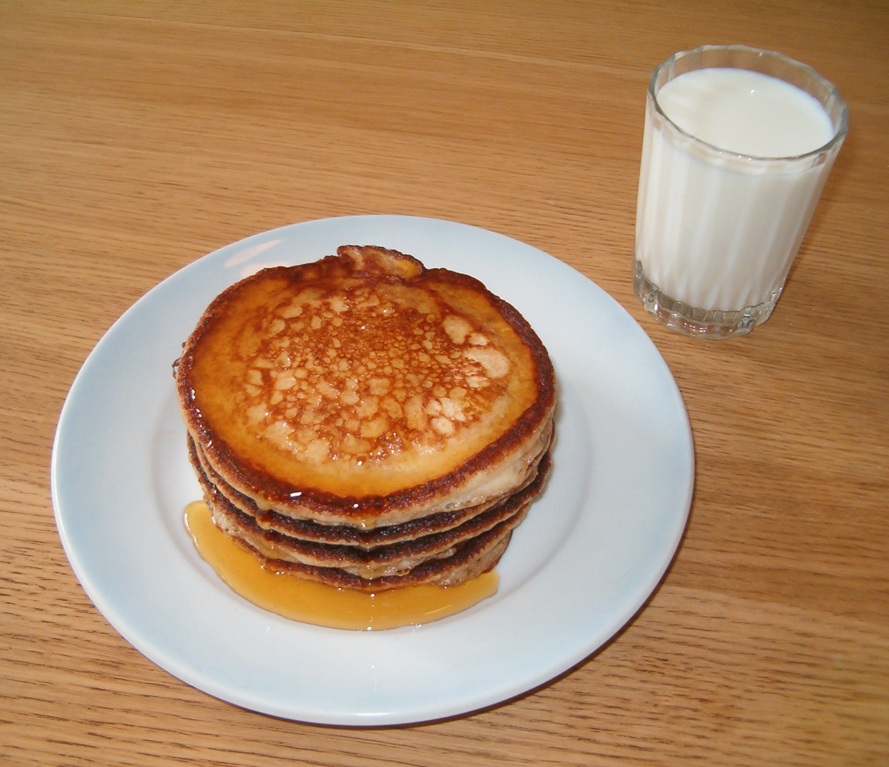
En trave jästa pannkakor med sirap och ett glas mjölk.

Jästa pannkakor, jästpannkakor eller stenkakor, är en variant på pannkakor som till största delen äts i södra Sverige, främst Skåne. Recepten kan variera, men innehåller oftast jäst, mjölk, mjöl, ägg och socker. I stenkakor kan även kardemumma förekomma. Jästa pannkakor skiljer sig från vanliga pannkakor genom att man börjar med att värma upp mjölken och blanda i jäst för att sedan låta smeten jäsa innan man steker dem. Detta resulterar i en mer trögflytande smet, vilket gör kakorna tjockare och fylligare. Jästa pannkakor görs oftast mindre än pannkakor, men något större än plättar, ungefär som amerikanska pannkakor.
Pannkakorna kan ätas med sirap och vissa äter även dem i lite mjölk eller tunn grädde, ungefär som en hetvägg. Till grädden har man oftast sylt eller färska bär. Drickan till består oftast av mjölk eller svagdricka.

## Historik
Ordet stenkaka kommer från att pannkakorna tidigare tillagades på en platt, upphettad stenhäll. Namnet, förr även skrivet stinnkaka eller stingkaka kan härledas tillbaka till 1600-talet. Senare kom de att tillredas i särskilda järnpannor, stenkakejärn, varvid de allt oftare kom att kallas pannkakor. Kakorna åts i sydligaste Sverige förr vid fettisdagen, som i nordöstra Skåne och södra Småland gick under namnet "stenkaketisdagen" och i nordvästra Skåne och Halland "pannkaketisdagen". Fastlagsbullar åts i Skåne på måndagen före fettisdagen. Stenkakor beskrevs 1868 av Gunnar Olof Hyltén-Cavallius: "Förr voro .. 'stenkakor' mycket vanliga, en sorts plättar av jäst, kornmjöl, socker ock ägg, vilka fått stå ock jäsa ungefär en timme."